# Michael Gow (General)
Sir James Michael Gow, GCB, DL (* 3. Juni 1924 in Sheffield, Yorkshire, England; † 26. März 2013 in Edinburgh, Schottland) war ein britischer Offizier der British Army, der unter anderem als General zwischen 1980 und 1983 Oberkommandierender der Britischen Rheinarmee sowie in Personalunion auch Oberkommandierender der NATO-Heeresgruppe Nord NORTHAG (Northern Army Group) war. Er war daraufhin von 1984 bis 1986 Kommandant des Royal College of Defence Studies (RCDS) in London.

## Leben
James Michael Gow besuchte das renommierte Winchester College und trat während des Zweiten Weltkrieges 1942 in das Garderegiment Scots Guards ein, wo er am 5. Juni 1943 zum Leutnant (Second Lieutenant) befördert wurde. In den folgenden Kriegsjahren nahm er nach seinem Wechsel zur 6. Garde-Panzerbrigade (6th Guards Tank Brigade) an Einsätzen in der Operation Overlord, der Landung der Westalliierten der Anti-Hitler-Koalition in Normandie, sowie an der Westfront. Im April nahm er an der Befreiung des KZ Bergen-Belsen teil. Nach Kriegsende fand er verschiedene Verwendungen als Offizier sowie Stabsoffizier und war unter anderem zwischen Juni 1964 und März 1966 als Oberstleutnant (Lieutenant-Colonel) Kommandeur (Commanding Officer) des 2. Bataillons der Scots Guards.
Gow war als Brigadier zunächst zwischen Januar 1968 und Januar 1970 Kommandeur der 4. Garde-Brigade (4th Guards Brigade) sowie von Februar 1971 bis August 1973 Assistierender Chef des Stabes für Nachrichtendienste der Britischen Rheinarmee BAOR (Assistant Chief of Staff, Intelligence, British Army of the Rhine). Im Anschluss wurde er im Oktober 1973 als Generalmajor (Major-General) Kommandeur der 4. Division (General Officer Commanding, 4th Division) und bekleidete diesen Posten bis September 1975. Daraufhin fungierte er zwischen Oktober 1975 und Dezember 1978 im Heeresstab als Leiter des Referats Militärische Ausbildung (Director of Military Training). Am 30. Dezember 1978 wurde er zum Knight Commander des Order of the Bath (KCB) geschlagen und führte fortan den Namenszusatz „Sir“.
Im Januar 1979 trat Sir Michael Gow als Generalleutnant (Lieutenant-General) die Nachfolge von Generalleutnant Sir David Scott-Barrett als Oberkommandierender des Heereskommandos Schottland (General Officer Commanding-in-Chief, Scottish Command) an. Diese Position hatte er bis Juli 1980 inne und wurde danach von Generalleutnant Sir David Tod Young abgelöst. Im Oktober 1980 kehrte er in die Bundesrepublik Deutschland zurück und übernahm als General von General Sir William Scotter den Posten als Oberkommandierender der Britischen Rheinarmee BAOR (Commander-in-Chief, British Army of the Rhine). Er hatte diesen Posten bis Juli 1983 inne und wurde daraufhin General Sir Nigel Bagnall abgelöst. In Personalunion war er zwischen Oktober 1980 und Juli 1983 auch Oberkommandierender der NATO-Heeresgruppe Nord NORTHAG (Northern Army Group). In dieser Verwendung wurde er am 31. Dezember 1982 auch zum Knight Grand Cross des Order of Bath (GCB) erhoben.
Zuletzt löste Gow im Januar 1984 Admiral Sir William Pillar als Kommandant des Royal College of Defence Studies (RCDS) in London ab und hatte diese Funktion bis zu seinem Ausscheiden aus dem aktiven Militärdienst im Januar 1986 inne, woraufhin Admiral Sir David Hallifax seine Nachfolge antrat.
Aus seiner 1946 geschlossenen Ehe mit Jane Emily Scott, Tochter von Hauptmann Mason Scott, gingen der Sohn Roderick Charles Gow sowie die vier Töchter Susan Jane, Anna Katharine, Belinda Catriona und Clunie Fiona Mary Gow hervor. Sein Sohn Roderick Charles Gow diente als Hauptmann ebenfalls im Garderegiment Scots Guards. Seine älteste Tochter Susan Jane Gow ist mit Oberstleutnant Sir Walter Hugh Malcolm Ross verheiratet, der zwischen 1989 und 1991 Sekretär der Zentralen Kanzlei der Ritterorden (Central Chancery of the Orders of Knighthood) und von 2003 bis 2018 Deputy Lieutenant von Kirkcudbrightshire war. Aus der Ehe seiner zweiten Tochter Anna Katharine Gow mit Charles Hunter ging die Theater- und Opernregisseurin Sophie Hunter hervor, die seit 2015 mit dem Schauspieler Benedict Cumberbatch verheiratet ist.